# Pleuromalaxis pauli
Pleuromalaxis pauli är en snäckart som först beskrevs av Olsson och McGinty 1958.  Pleuromalaxis pauli ingår i släktet Pleuromalaxis och familjen Vitrinellidae. Inga underarter finns listade i Catalogue of Life.